# Bidessonotus rhampherens
Bidessonotus rhampherens är en skalbaggsart som beskrevs av Young 1990. Bidessonotus rhampherens ingår i släktet Bidessonotus och familjen dykare. Inga underarter finns listade i Catalogue of Life.